# Яцков Анатолій Антонович
Анато́лій Анто́нович Яцко́в (18 [31] травня 1913 — 26 березня 1993) — радянський розвідник, співробітник органів держбезпеки.

## Біографія

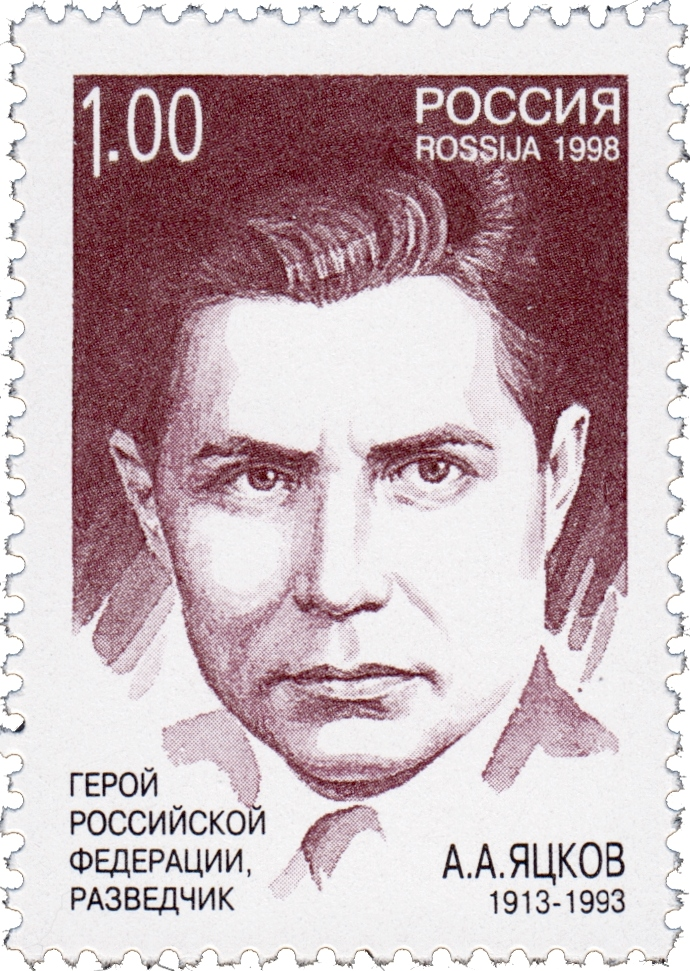
Анатолій Яцков на поштовій марці Росії

Закінчивши дев'ять класів був простим робітником, будівником, слюсарем. Закінчив Московський поліграфічний інститут (1937). Працював інженером-технологом на московській картографічній фабриці ім. Дунаєва. Захоплювався парашутним спортом.
Закінчивши Школу особливого призначення НКВС у 1940 році працював у центральному апараті зовнішньої розвідки. 1941 року був висланий до резидентури у Нью-Йорк як оперативний працівник. Проводив відповідальні операції, шукаючи доволі таємну й важливу інформацію з «Енормозу» («ENORMOZ», він же «Мангеттенський проєкт»). Завдяки цілеспрямованій роботі Яцкова зовнішня розвідка через агентуру, що була у нього на зв'язку отримала відомості, розрахунки та креслення «Мангеттенського проєкту». Ці відомості дозволили радянським вченим отримати дуже корисні дані про будівництва заводів з отримання збройового урану та плутонію, а також із виробництва атомних бомб.
У ході своєї роботи з «Мангеттенського проєкту» Яцков мав справу з Гаррі Голдом, який викрав технічну документацію з Пенсильванської цукрової компанії, а також із радянським розвідником Олександром Феклісовим, який впровадився до групи «Мангеттенського проєкту» через ученого Клауса Фукса — Фукс мав тісний зв'язок із Голдом.
Також Яцков був одним зі зв'язкових Джуліуса Розенберга — його ім'я фігурує у початковій версії звинувачення проти подружжя Розенбергів, Мортона Собелла та Девіда Ґрінгласса. Проте ім'я Яцкова невдовзі було прибрано з обвинувачення — він скористався дипломатичним імунітетом і поїхав до СРСР за 4 роки до винесення звинувачення.
У відрядженні проводив відповідальні операції, шукаючи доволі таємну й важливу інформацію для радянської оборонної промисловості. У післявоєнний час був на посаді керівника у центральному апараті розвідки, неодноразово виїжджав у довгострокові закордонні відрядження, очолював факультет науково-технічної розвідки в Червонопрапорному інституті КДБ СРСР (на сьогодні — Академія зовнішньої розвідки).
Після закінчення відрядження в США Яцков продовжував працювати в управлінні науково-технічної розвідки. Неодноразово виїжджав на оперативну роботу до країн Європи й Азії. Успішно вправлявся з поставленими завданнями.
Помер 26 березня 1993 року. Був похований на Ваганьковському кладовищі.
1998 року в Росії було випущено поштову марку, присвячену Яцкову.

## Нагороди
- 15 червня 1996 року Указом президента РФ за героїзм та мужність при успішному виконанні спецзавдань із забезпечення державної безпеки А. А. Яцкову (посмертно) було надано звання «Герой Російської Федерації»,
- Орден Жовтневої Революції,
- Орден Трудового Червоного Прапора,
- Орден Червоної Зірки,
- медалі СРСР,
- нагрудний знак «Почесний чекіст».